# Getränke Geins
Getränke Geins ist ein Getränkefachgroßhandel mit Sitz in Passau (Stadtteil Heining) und gehört zu den zehn größten Getränkefachgroßhändlern Deutschlands.

## Geschichte
Ursprünglich wurde das Unternehmen 1868 von Georg Michael Geins gegründet, damals noch als Likör-, Essig- und Mineralwasserfabrik. 1934 wurde die Abfüllung von Limonaden mit automatischen Maschinen begonnen, 1937 erfolgten erste Getränkeauslieferungen. 
Der erste Getränke-Geins-Abholmarkt wurde 1979 in Passau eröffnet, die Aufgabe der Limonaden- und Mineralwasserproduktion folgte 1981. Ab 1990 wurden Niederlassungen in Hainichen, Regensburg, Teising, Nürnberg und Schwabach eröffnet.
2022 wurde die Reger Getränkefachgroßhandels GmbH in München übernommen und 2024 in Getränke Geins GmbH umbenannt. Die zur Geins-Gruppe gehörende Sparte Bilgro übernahm 2023 die Sachsenland Trinkparadies in Wolkenstein.

## Unternehmen
Getränke Geins ist ein familiengeführtes Handelsunternehmen für den Vertrieb von Getränken aller Art und hat ein Sortiment mit 5000 Artikeln.
Getränke Geins betreibt Getränkefachmärkte und Getränkefachgroßhandlungen mit Schwerpunkt in der Gastronomie-, Hotellerie- und Einzelhandelsversorgung und bietet als Ergänzung getränkenahe Dienstleistungen. Zum Unternehmen gehört die Getränkeabholkette bilgro mit 120 Märkten.